# Smack Smash
Smack Smash è il quarto album dei Beatsteaks, pubblicato il 29 marzo 2004 dalla Epitaph Records e dalla Warner Music Group. I primi due singoli estratti dall'album, Hand in Hand e I Don't Care As Long As You Sing divennero ben presto degli autentici successi in Germania ed entrarono in top ten. Il successo ottenuto spinse il gruppo a iniziare una tournée in tutta Europa. In Germania è riconosciuto disco d'oro.

## Tracce
1. Big Attack – 2:24
2. Vision – 2:49
3. Ain't Complaining – 2:48
4. Hello Joe – 3:29
5. Hand in Hand – 2:41
6. Monster – 2:02
7. Everything – 3:09
8. I Don't Care As Long As You Sing – 3:35
9. Atomic Love – 2:33
10. Loyal To None – 1:28
11. What's Coming Over You – 3:15
12. My Revelation – 1:45

## Formazione
- Arnim Teutoburg-Weiß - voce, chitarra
- Bernd Kurtzke - chitarra
- Peter Baumann - chitarra
- Alexander Rosswaag - bassista
- Thomas Götz - batterista